# Тинецький сакраментарій
«Тинецький сакраментарій» (лат. Tyniec Sacramentarium; пол. Sakramentarz tyniecki) — один з найдавніших збережених ілюмінованих літургійних рукописів, що з'явився на польській землі в ранньому середньовіччі.

## Історія
Сакраментарій, ймовірно, створений в XI столітті в Кельнській єпархії, з невизначеним датуванням, ймовірно, потрапив до Польщі за часів правління Казимира I Відновителя. Своєю назвою він завдячує бенедиктинському абатству в Тинцю, де зберігався, хоча раніше міг перебувати в абатстві Святого Вінсента в Ольбіні. До XVII століття він використовувався як літургійна книга, а потім до нього почали ставитися як до цінної пам'ятки. У 1656 році його викрали шведи, але викупили та повернули до Тинця. Сакраментарій, придбаний у 1814 році Станіславом Косткою Замойським, потрапив до бібліотеки Замойської ординації. Під час Другої світової війни воно було заховане, а після війни опинилося в Національній бібліотеці. Зараз вона доступна онлайн в електронній національній бібліотеці «Полона».